# Pseudagrion spernatum
Pseudagrion spernatum é uma espécie de libelinha da família Coenagrionidae.
Pode ser encontrada nos seguintes países: Angola, República Democrática do Congo, Etiópia, Quénia, Malawi, Moçambique, África do Sul, Tanzânia, Uganda, Zâmbia, Zimbabwe, possivelmente Burundi e possivelmente em República do Congo.
Os seus habitats naturais são: regiões subtropicais ou tropicais húmidas de alta altitude, matagal tropical ou subtropical de alta altitude e rios.